# 安藤哲郎
安藤 哲郎（あんどう てつお、1926年（大正15年）3月1日 - 2009年（平成21年）7月4日）は、昭和から平成初期の地方公務員、政治家。北海道網走市長（1974年-1998年）。

## 経歴
北海道常呂郡端野村（端野町を経て現北見市）出身。1951年（昭和26年）北海道大学法経学部卒。自治庁（総務省の前身の一つ）を経て北海道庁に入庁。1970年（昭和45年）同総務部次長。1971年（昭和46年）同網走支庁長に就任。網走支庁長在職中に網走市長選挙に出馬。1974年（昭和49年）網走市長に初当選。以後、連続6期務め、全国市長会副会長などにも就任した。
在任中は、東京農業大学や北海道立北方民族博物館を網走市に誘致し、女満別空港のジェット旅客機の発着化などに尽力。2009年、肺疾患のため83歳で死去。

## 受賞歴
- 1987年 北海道社会貢献賞[1]